# Aizecourt-le-Haut
Aizecourt-le-Haut är en kommun i departementet Somme i regionen Hauts-de-France i norra Frankrike. Kommunen ligger i kantonen Péronne som tillhör arrondissementet Péronne. År 2022 hade Aizecourt-le-Haut 67 invånare.

## Befolkningsutveckling
Antalet invånare i kommunen Aizecourt-le-Haut
| Referens: INSEE |